# Клейтън (окръг, Айова)
Окръг Клейтън (на английски: Clayton County) е окръг в щата Айова, Съединени американски щати. Площта му е 2016 квадратни километра, а населението – 17 549 души (по изчисления за юли 2019 г.). Административен център е град Елкейдър.